# Opération Tigerfish
Il ne s'agit pas du seul bombardement de Fribourg. Pour le bombardement du 10 mai 1940, voir Bombardement de Fribourg (10 mai 1940).
L'opération Tigerfish est une opération de la seconde Guerre mondiale menée par la Royal Air Force le 27 novembre 1944 et ayant amené au bombardement de Fribourg-en-Brisgau, faisant 2 797 victimes.

## Choix de la ville et nom de l'opération
Fribourg avait été jusque-là épargnée par les bombardements alliés, car la ville n'était ni un grand centre urbain ni un pôle industriel. C'est sa position à peu de distance des troupes alliées (alors en train de franchir les Vosges) ainsi que le nœud ferroviaire de moyenne importance qu'elle représentait qui justifie cette opération.
Le nom de l'opération est choisi par Robert Saundby (en) ; comme tous les noms choisis par ce pêcheur amateur, il fait référence à son passe-temps favori, la pêche ; plus exactement, « tigerfish » (« poisson-tigre ») désigne plusieurs familles de poissons, et plus particulièrement celle des Alestidae.

## Déroulement

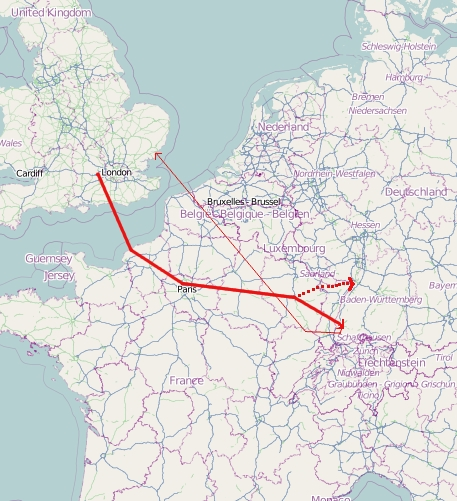
Trajet des bombardiers depuis l'Angleterre jusqu'à Fribourg.

La force de bombardement compte 341 Lancaster et 10 Mosquitos. Décollant d'Angleterre, elle survole la France et déverse 14 725 bombes incendiaires (1 900 tonnes d'explosifs) sur le centre-ville de Fribourg en 25 minutes. Un seul Lancaster est touché par la flak,.

## Destructions

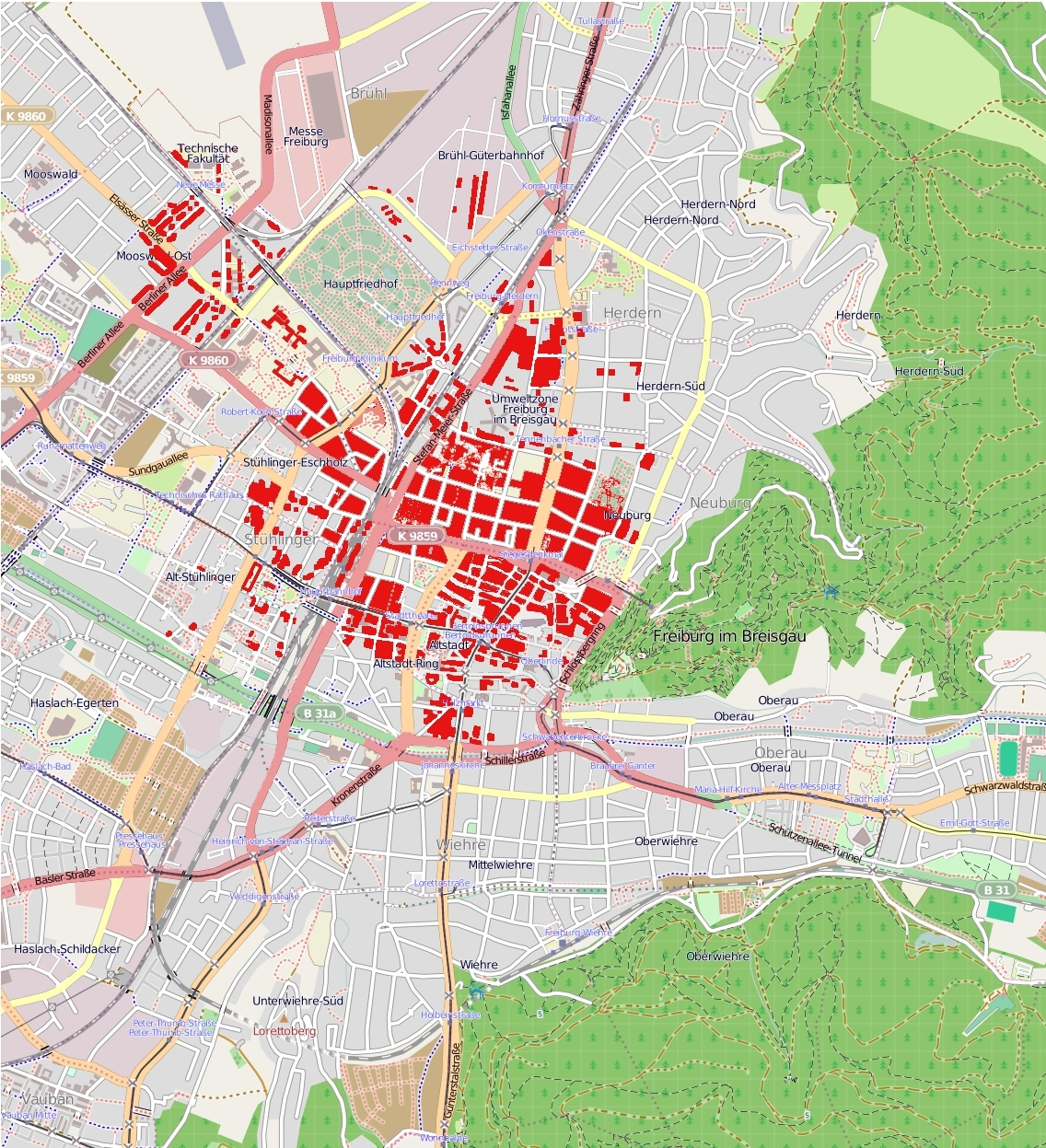
Carte de Fribourg. Les zones détruites par le bombardement sont en rouge.

Tout le centre-ville de Fribourg est détruit, à l'exception notable de la cathédrale Notre-Dame, presque entièrement préservée. En revanche, les installations ferroviaires, cible officielle du raid, ne sont guère touchées. La ville compte 2 797 victimes du bombardement.